# Храм Троицы в Кожевниках
Храм Живоначальной Троицы в Кожевниках — православный храм в Даниловском районе Москвы. Относится к Даниловскому благочинию Московской епархии.

## История

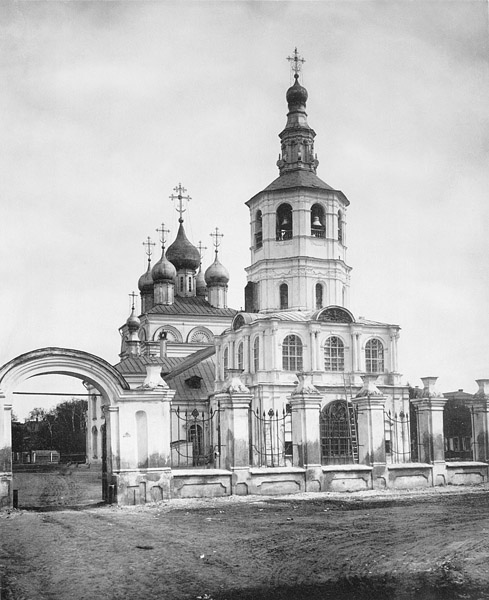
Церковь Троицы в Кожевниках, 1882 год. (фото Николая Найденова)

### До XX века
Первая деревянная церковь Живоначальной Троицы была построена в слободе кожевников приблизительно в 1625 году. Современное здание было построено с 1686 по 1689 год, затем в 1722 году пристроена колокольня (автором проекта, предположительно, был архитектор Иван Зарудный).

### В XX веке
В 1920-х-1930-х годах церковь была закрыта и лишилась завершений. В 1980-е годы была проведена обширная реставрация здания, которое планировалось превратить в концертный зал: были восстановлены купола и кресты, возрождена древняя форма окон, сломаны внутренние перегородки.
В 1992 году здание было передано Русской православной церкви и освящено. Храм восстанавливал протоиерей Александр Зайцев в течение 22-х лет.

### Современность
При храме действует Центр мотивационного консультирования, в котором опытными специалистами оказывается духовная помощь страждущим от патологических зависимостей (химической, игровой, оккультной, пищевой). Действуют группы помощи — профилактики срыва, поддержки созависимых, библейского английского языка, изучения Священного Писания, Катехизации.

## Описание
Церковь представляет собой пятиглавый квадратный в плане храм. Имеются три престола: главный, посвящённый Троице, в собственно здании церкви, ещё два — Кира и Иоанна, а также Параскевы — в пристроенной в начале XVIII века трапезной. Колокольня представляет собой восьмерик на четверике.

## Галерея

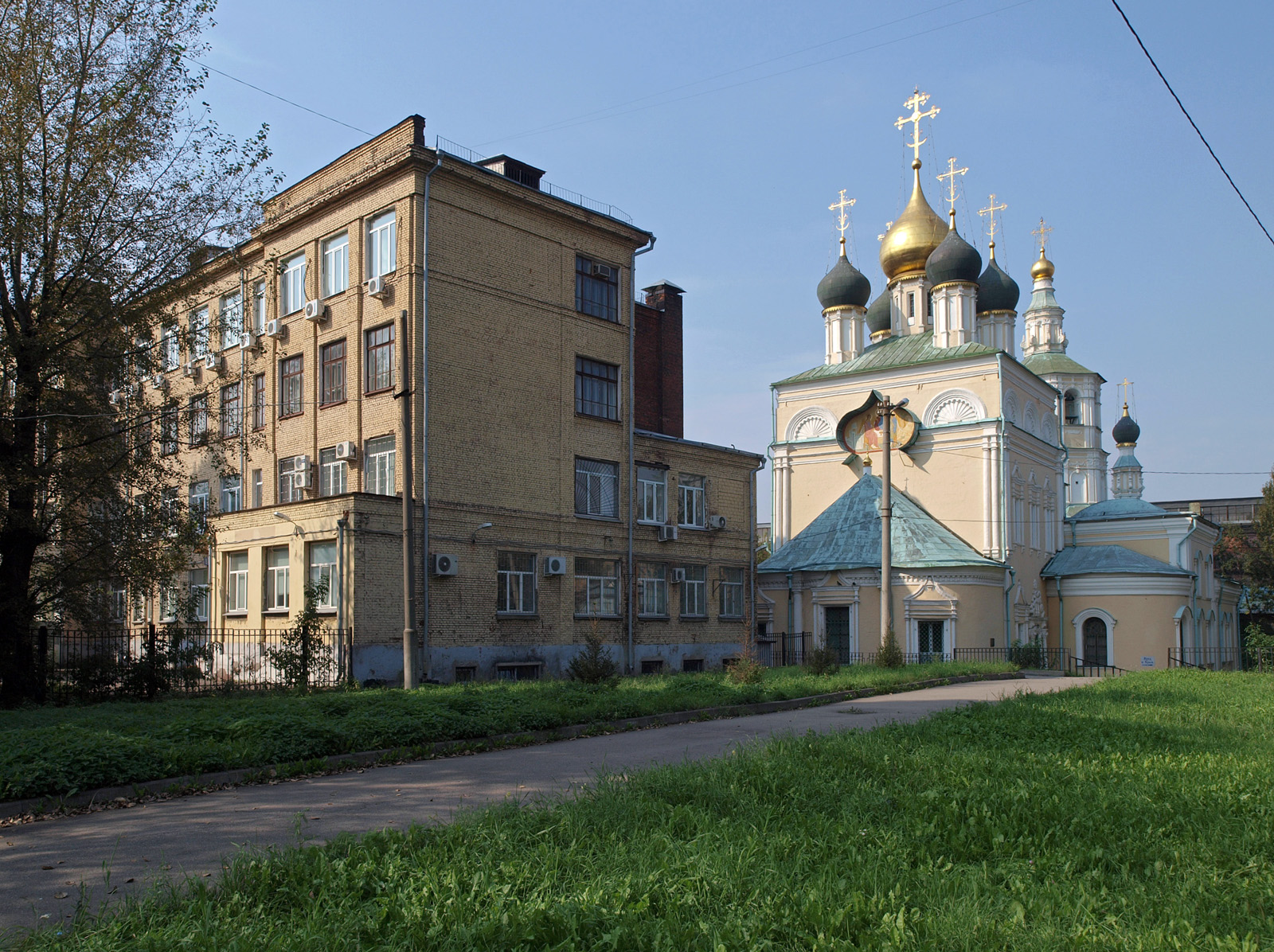
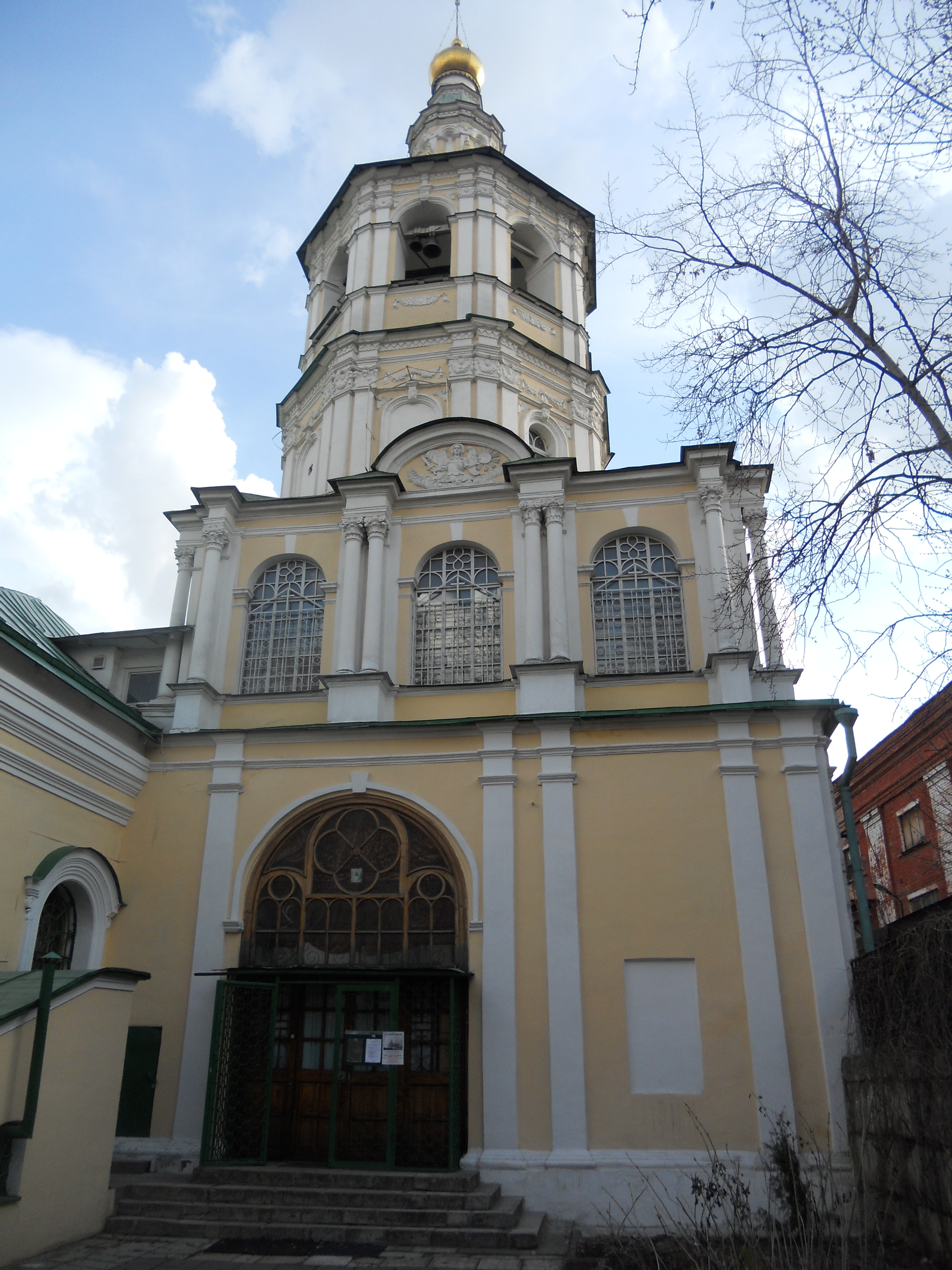
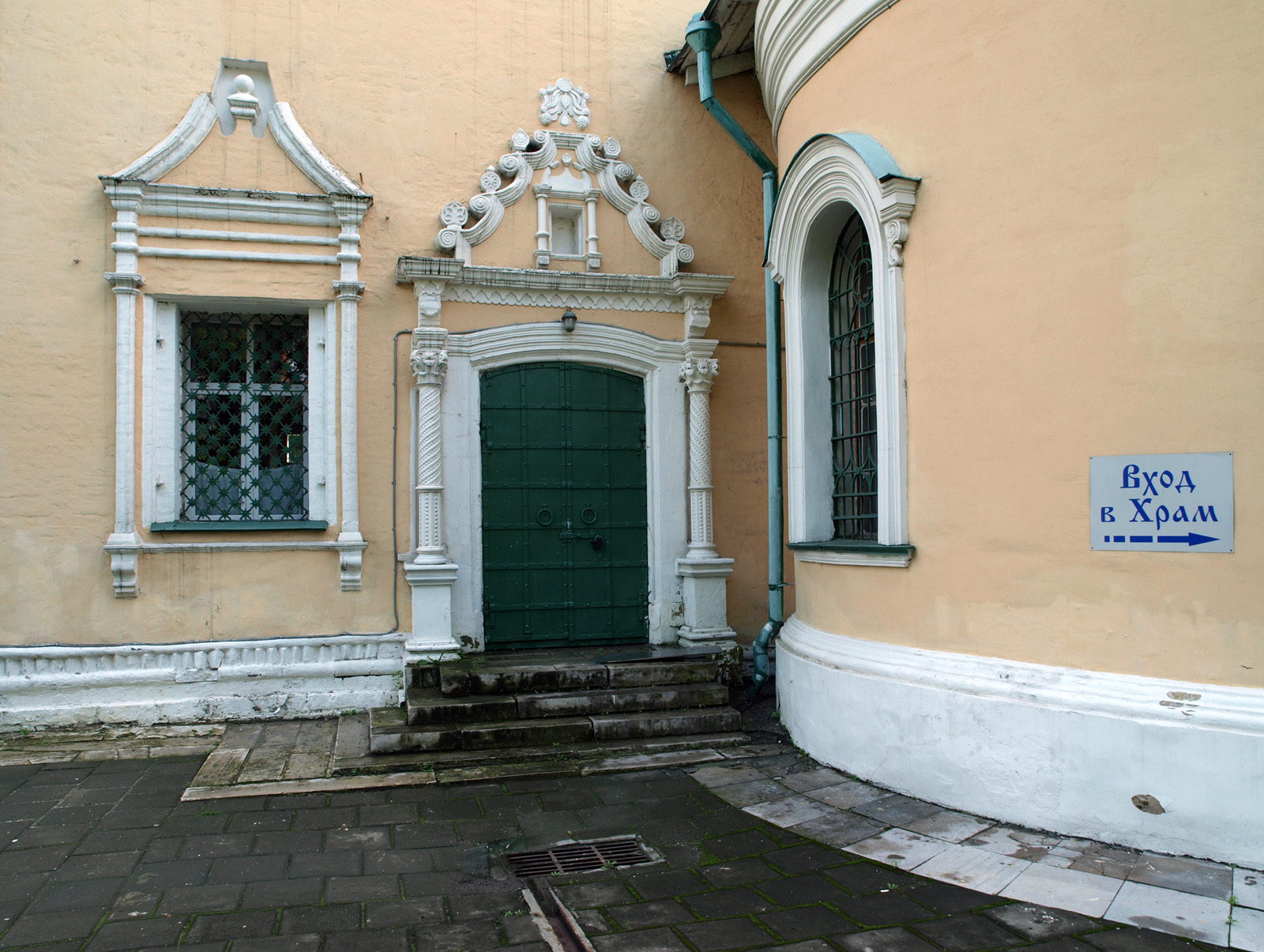
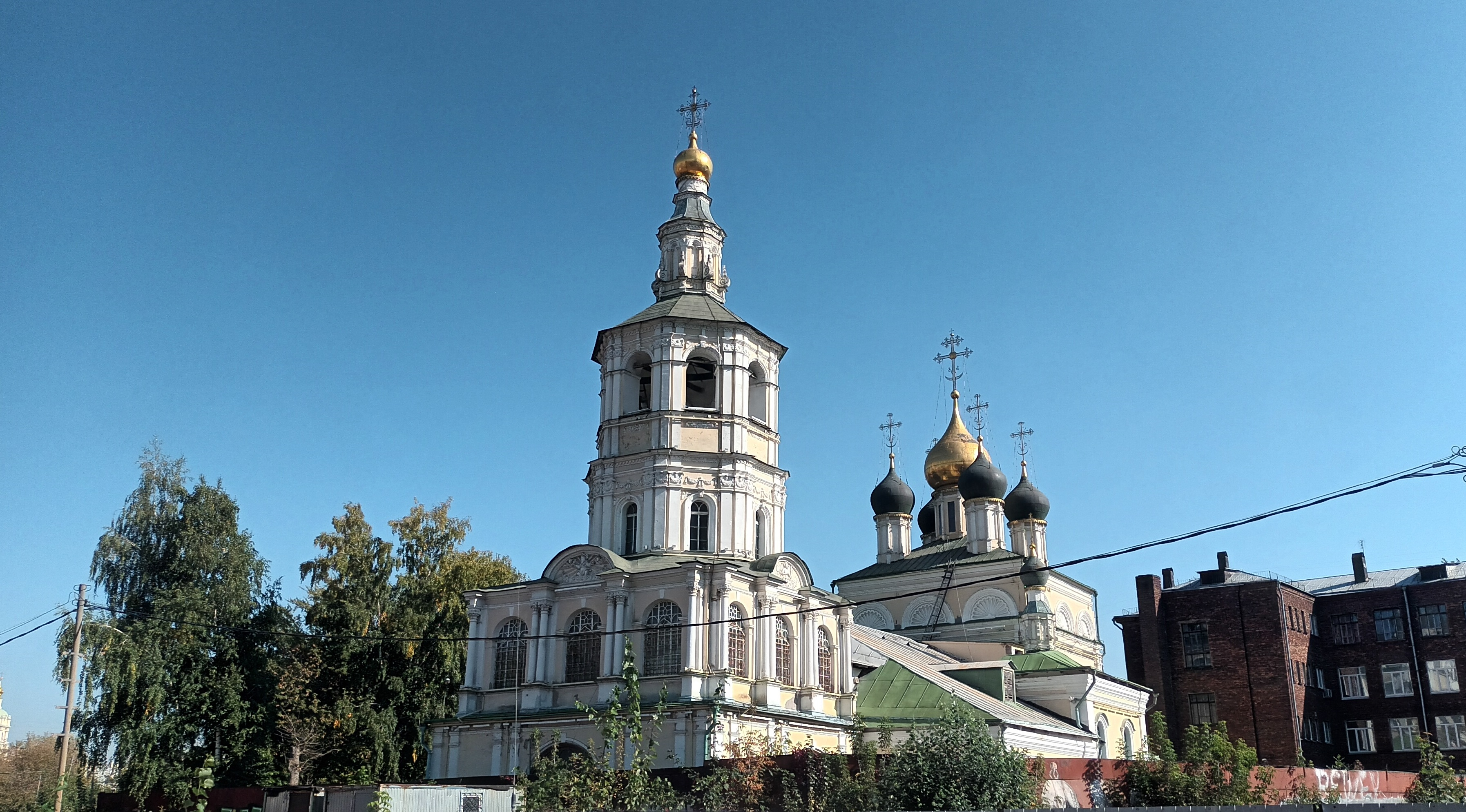

## Духовенство
- Иван Андреевич Кобранов - с  1791-92 и, по крайней мере, до 1811
- Речменский, Александр Иванович - с 1909, правнук Кобранова

Наши дни:
- Настоятель храма — иерей Олег Тогобецкий[1].
- Иерей Евгений Салахов[2].